# Floyd (Nouveau-Mexique)
Pour les articles homonymes, voir Floyd.
Floyd est un village de l'État américain du Nouveau-Mexique, situé dans le Comté de Roosevelt. Selon le recensement de 2010, sa population est de 133 habitants.